# Kelsey Head
Kelsey Head är en udde i Storbritannien.   Den ligger i grevskapet Cornwall och riksdelen England, i den södra delen av landet, 400 km väster om huvudstaden London.
Terrängen inåt land är platt. Havet är nära Kelsey Head åt nordväst.Runt Kelsey Head är det ganska tätbefolkat, med 192 invånare per kvadratkilometer. Närmaste större samhälle är Newquay, 5,2 km öster om Kelsey Head. Trakten runt Kelsey Head består till största delen av jordbruksmark.